# Сіделья (Колорадо)
Сіделья (англ. Sedalia) — переписна місцевість (CDP) в США, в окрузі Дуглас штату Колорадо. Населення — 177 осіб (2020).

## Географія
Сіделья розташована за координатами 39°26′23″ пн. ш. 104°58′12″ зх. д. / 39.43972° пн. ш. 104.97000° зх. д. (39.439705, -104.969909).  За даними Бюро перепису населення США в 2010 році переписна місцевість мала площу 3,53 км², уся площа — суходіл.

## Демографія
Згідно з переписом 2010 року, у переписній місцевості мешкало 206 осіб у 84 домогосподарствах у складі 47 родин. Густота населення становила 58 осіб/км².  Було 92 помешкання (26/км²).
Расовий склад населення:
| - 91,7 % — білих - 2,4 % — чорних або афроамериканців - 1,0 % — корінних американців - 2,4 % — осіб інших рас |

До двох чи більше рас належало 2,4 %. Частка іспаномовних становила 10,7 % від усіх жителів.
За віковим діапазоном населення розподілялося таким чином: 23,8 % — особи молодші 18 років, 64,1 % — особи у віці 18—64 років, 12,1 % — особи у віці 65 років та старші. Медіана віку мешканця становила 40,0 року. На 100 осіб жіночої статі у переписній місцевості припадало 126,4 чоловіків;  на 100 жінок у віці від 18 років та старших — 124,3 чоловіків також старших 18 років.
Середній дохід на одне домашнє господарство  становив 105 744 долари США (медіана — 66 094), а середній дохід на одну сім'ю — 91 356 доларів (медіана — 82 778). За межею бідності перебувало 22,1 % осіб, у тому числі 0,0 % дітей у віці до 18 років та 0,0 % осіб у віці 65 років та старших.
Цивільне працевлаштоване населення становило 61 осіб. Основні галузі зайнятості: будівництво — 36,1 %, роздрібна торгівля — 31,1 %, виробництво — 13,1 %, публічна адміністрація — 11,5 %.